# Christel Justen
Christel Justen (10 de octubre de 1957-20 de enero de 2005) fue una deportista alemana que compitió para la RFA en natación. Ganó dos medallas en el Campeonato Europeo de Natación de 1974.

## Palmarés internacional
| Campeonato Europeo | Campeonato Europeo | Campeonato Europeo | Campeonato Europeo |
| Año                | Lugar              | Medalla            | Prueba             |
| ------------------ | ------------------ | ------------------ | ------------------ |
| 1974               | Viena (Austria)    | Medalla de oro     | 100 m braza        |
| 1974               | Viena (Austria)    | Medalla de plata   | 4 × 100 m estilos  |